# 働くゴン!
『働くゴン!』（はたらくゴン）は、2009年9月23日21:00 - 23:03に、日本テレビ系列で放送されたテレビドラマ。主演は篠原涼子。

## 概要
第1子の出産と育児のため産休に入っていた篠原涼子の『ハケンの品格』（2007年）以来、2年半ぶりとなる女優復帰作である。
本作は『ハケンの品格』のスタッフが結集して制作されており、各所に『ハケンの品格』のレギュラーキャストがスペシャルゲストとして様々な形で出演している。
視聴率は10.4%。東名阪地域では、20:54 - 21:00に放送した『まもなく!働くゴン!』からのフライングスタートで放送した。

## あらすじ
テレビ日本の報道記者・権俵よし子（二児の母）は数々の感動取材で”泣かせのゴン”の異名を取っていた。しかし、家庭を省みない仕事第一主義なことから、11年連れ添い家事を一手に引き受けてくれていた夫に逃げられてしまう。シングルマザーとなり、仕事と家事の両立を決意するよし子。しかし、仕事は完璧にこなすよし子も家事になるとてんでダメ。しまいには長男の咲にも呆れられる始末。そんな中、男児行方不明事件が発生し、よし子は被害児童の母親に突撃取材を試みることに。ところが、事件は意外な方向に転がり始めた。

## キャスト

### 権俵家
- 権俵よし子（テレ日報道局記者、シングルマザー） - 篠原涼子
- 権俵咲（長男） - 森本慎太郎（当時ジャニーズJr.・現SixTONES）
- 権俵春（次男） - 佐藤詩音

### テレ日報道局
- 泉亜美（記者） - 香里奈
- 村西純（記者） - 平岡祐太
- 上原一成（記者） - 沢村一樹
- 春日良太（カメラマン） - 山口馬木也
- 神谷（部長） - 升毅
- 篠田伽帆（局長） - 風吹ジュン

### 男児行方不明事件の関係者
- 鏡秀子 - 戸田菜穂
- 鏡健人 - 安田顕（TEAM NACS）
- 鏡海人 - 土師野隆之介

### その他
- 江戸川署刑事 - 岡本光太郎
- 報道カメラマン - 滝裕次郎
- 松原正（報道局記者） - 松原正隆
- 定食屋店員 - 平野靖幸
- インタビューされる主婦 - 安達しほり
- 保育園の保育士 - よしこさん
- 自転車屋店員 - 原金太郎
- 劇中ニュースのアナウンサー - 鈴木健（日本テレビアナウンサー）
- 劇中ニュースのアナウンサー - 藤田大介（日本テレビアナウンサー）
- 劇中ニュースのアナウンサー - 寺島淳司（日本テレビアナウンサー）
- 菊間秋彦、河野安郎、牟田浩二、太田正樹、坪田秀雄、鈴木アキノブ、瀬戸寛、隈部洋平、奥田努、酒井麻吏、重村真智子

### スペシャルゲスト
- 屋島冬次（OPの立てこもり事件の犯人） - 森崎博之（TEAM NACS）
- 青木警部（江戸川署刑事） - 小野武彦
- 田中夏生（ゴンの元夫） - 谷原章介
- メグぽん（夏生の浮気相手） - 大島美幸（森三中）
- 泉が聞き込んだ目撃主婦 - 板谷由夏
- 秀子が働く中華レストランのコック - 小松政夫
- デパートの催事場の店員 - 加藤あい
- 派遣社員 - 上地雄輔
- 槙原（春の担任） - 小泉孝太郎
- ゴンの痔を診察する医者 - 大泉洋（TEAM NACS）
- ラストで連行される容疑者 - 松方弘樹

## スタッフ
- 脚本 - 水橋文美江
- 演出 - 南雲聖一
- 音楽 - 菅野祐悟
- 音楽プロデュース - 志田博英
- 主題歌 - Juliet「ちょっとずつ。」（ユニバーサル シグマ）
- 美術デザイン - 高野雅裕
- CG - ネイキッド
- 技術協力 - NiTRo
- 美術協力 - 日テレアート
- 編集・MA - ザ・チューブ
- プロデューサー - 櫨山裕子、内山雅博
- 制作協力 - オフィスクレッシェンド
- 製作著作 - 日本テレビ

## エピソード
- 物語の舞台となったテレビ日本のモデルは製作局である日本テレビである。カメラに書かれているロゴも「テレ日」と「日テレ」を逆にしたものである。
- 報道フロアも実際の日本テレビ報道フロアが使われている。放送当日の夕方に放送された『Newsリアルタイム』で撮影時の様子を取材しているが、撮影時に酒井法子の覚せい剤事件によって報道フロアが速報態勢に入った為、ドラマの撮影が一時中断するハプニングがあった。
- 舞台となる「テレ日」は2003年に放送された『あした天気になあれ。』以来となる（ロゴも本作同様日テレ現行ロゴの組み替え）。この時も汐留の日本テレビタワーを「テレ日」局舎として使用し、日テレ報道局や館内各所でロケが行われた。